# Francis Busby
Pour les articles homonymes, voir Busby.
Francis Marion Busby, né le 11 mars 1921 et mort le 17 février 2005 , est un écrivain américain de science-fiction. Il a obtenu le prix Hugo du meilleur magazine amateur 1960.

## Œuvres

### SérieDemu
1. Cage a Man (1973)
  - The Learning of Eeshta (1973) - nouvelle ; elle apparaît aussi dans la série Getting Home (1987)
2. The Proud Enemy (1975)
3. End of the Line (1980)

### SérieRissa Kerguelen
1. Rissa Kerguelen (1976)
2. Rissa and Tregare (1979)
3. The Long View (1976)
4. Zelde M'Tana (1980)

### SérieHulzein
1. The Star Rebel (1984)
2. The Alien Debt (1984)
3. Rebel's Quest (1984)
4. Rebel's Seed (1986)

### Slow Freight
1. Slow Freight (1991)
2. Arrow from Earth (1995)
3. The Triad Worlds (1996)

### Romans indépendants
- All These Earths (1978)
- The Breeds of Man (1988)
- The Singularity Project (1993)
- Islands of Tomorrow (1994)

### Recueil de nouvelles
- Getting Home (1987)

A Gun for Grandfather
Of Mice and Otis
The Puiss of Krrlik
The Absence of Tom Leone
Proof
The Real World
Dis-moi tout de toi (Tell Me All About Yourself - 1973)
Once Upon a Unicorn (1973)
Road Map
If This Is Winnetka, You Must Be Judy (1974)
Three Tinks on the House
The Learning of Eeshta (1980)
I'm Going to Get You (1974)
2000½: A Spaced Oddity
Time of Need
Retroflex
Misconception
The Signing of Tulip
Advantage
Getting Home

### Autres nouvelles
- Pearsall's Return (1973)
- Search (1976)
- Nobody Home (1977)
- Never So Lost… (1977)
- First Person Plural (1980)

### Anthologies
Son œuvre a été publiée dans diverses anthologies :
- The Best Science Fiction of the Year 3 (1974)
- Universe 5 (1975)
- 100 Great Science Fiction Short Short Stories (1978)
- The Best of New Dimensions (1979)
- Universe 10 (1980)
- Heroic Visions (1983)
- 100 Great Fantasy Short Short Stories (1984)